# Tipaza (stad)
Tipaza is een Algerijnse gemeente in de provincie Tipaza. De gemeente telde 8.049 inwoners in 2007.
In de gemeente liggen de ruïnes van de antieke stad Tipasa.

## Tipasa
Tipasa was een stad aan de zee en een handelspost, veroverd door Rome en omgevormd tot een strategische militaire basis voor de verdere verovering van Mauretania.
Oorspronkelijk van Fenicische oorsprong, werd Tipasa een Romeinse kolonie onder keizer Claudius en later zelfs een municipium. De stad was van een betrekkelijk groot economisch belang voor de regio en werd al vroeg in de derde eeuw na Christus bekeerd tot het christendom. In 484 stuurde de Vandaalse koning Hunerik (477-484) een ariaanse bisschop naar Tipasa, waarna een groot deel van de bevolking naar Spanje vluchtte. Hierna kwam de stad tot verval.
Het omvat een unieke groep van Romeinse en Byzantijnse ruïnes en monumenten, waaronder de Kbor er Roumia, het koninklijke mausoleum van Mauretania.
De stad werd in 1982 toegevoegd aan de Werelderfgoedlijst van UNESCO. In 2002 werd de kwalificatie van Tipasa veranderd in bedreigd Werelderfgoed. Deze kwalificatie werd in 2006 weer geschrapt.